# Sztenderd nyelvváltozat
Egy nyelv sztenderd (angolul: standard) magyarul szabványosított nyelvváltozata olyan dialektus, amelyben sztenderdizáció játszódott le, és amely autonómmá vált. A sztenderd tehát abban különbözik a nemsztenderd dialektusoktól, hogy nemcsak magától, természetes módon kialakult normája, hanem mesterségesen létrehozott, kodifikált (vagyis általános és helyesírási szótárakban, nyelvtanokban, nyelvhelyességi kézikönyvekben rögzített, „törvényesített”) normája is van. A sztenderd dialektust többnyire az írott szövegekben használják, a művelt anyanyelvi beszélők beszélik, ezt tanítják az iskolákban és az adott nyelvet tanuló nem anyanyelvi beszélőknek is.
A sztenderd általában – de nem mindig – az a nyelvváltozat, amelyet az ország fővárosában használnak. Norvégiában például Oslo (ejtsd: uslu) fővárosban két sztenderd nyelvváltozat is van, a dán uralom idejéből megmaradt bokmål (ejtsd: bukmól), amelyen Henrik Ibsen is írt, és a nyelv régebbi változatát jobban megőrző nyugat-norvég dialektusokból létrehozott nynorsk (ejtsd: nűnorsk).
A magyar sztenderdnek nincs egyetlen kiválasztott kiejtésváltozata, amely ehhez a dialektushoz társulna, de szókincsét és nyelvtanát szótárakban (például a Magyar értelmező kéziszótárban), illetve nyelvtanokban (például A mai magyar nyelv rendszere című akadémiai nyelvtanban) kodifikálták.
A sztenderd nyelvváltozat mint szociolingvisztikai kifejezés nem feleltethető meg sem az „irodalmi nyelv”, sem az (igényes) „köznyelv” fogalmának (ugyanis ez utóbbiakkal szemben a sztenderd egy létező nyelvváltozat neve), ugyanakkor a hétköznapi nyelvhasználatban és a hagyományos nyelvészetben újabban – tévesen – szinonimaként használják őket. (A szociolingvisztikában – alkalmanként még ingadozva – egyre inkább sztenderdnek és nem standardnak hívják ezt a fogalmat, ezzel is jelezve, hogy a sztenderd jelentése a szociolingvisztikában nem azonos azzal, amit a magyar nyelvészetben jobbára irodalmi nyelvnek, ritkábban normanyelvnek vagy standardnak neveznek. A sztenderd terminus a szociolingvisztikában valószínűleg azért váltotta fel a régóta meglevő (és egyébként ugyanannak az angol standard [ejtsd: sztenderd] szónak az írásbeli átvételéből származó) standard szavunkat, mert maga a fogalom nem magyar találmány, hanem az angol nyelvű szociolingvisztika szakszavának átvétele.)
A sztenderd változat társadalmi tekintélye nem belső sajátosságaiból, tökéletességéből származik, nem is a sztenderdizációnak, hanem a sztenderdizáció megtörténtének a következménye. Más szavakkal: a sztenderd nem attól „jobb”, hogy kodifikálták, hanem attól, hogy tudjuk róla, hogy ennek a szabályai szerepelnek a nyelvtanokban és a szótárakban, és hogy használata a politikai és/vagy a gazdasági és/vagy a kulturális hatalmat gyakorló társadalmi csoportokhoz kötődik. Ez az oka, hogy például az iskolai oktatás vagy a nyelvművelés a sztenderd használatát mint egyetlen „helyes” nyelvet követeli meg a beszélőktől, jóllehet a sztenderd nyelvváltozat nem minden helyzetben alkalmas eszköze az érintkezésnek: használata ugyanúgy csak meghatározott helyzetekre korlátozódik, mint bármely más nyelvváltozaté.